# 紹塞奧湖
46°23′53″N 10°07′34″E / 46.398°N 10.126°E

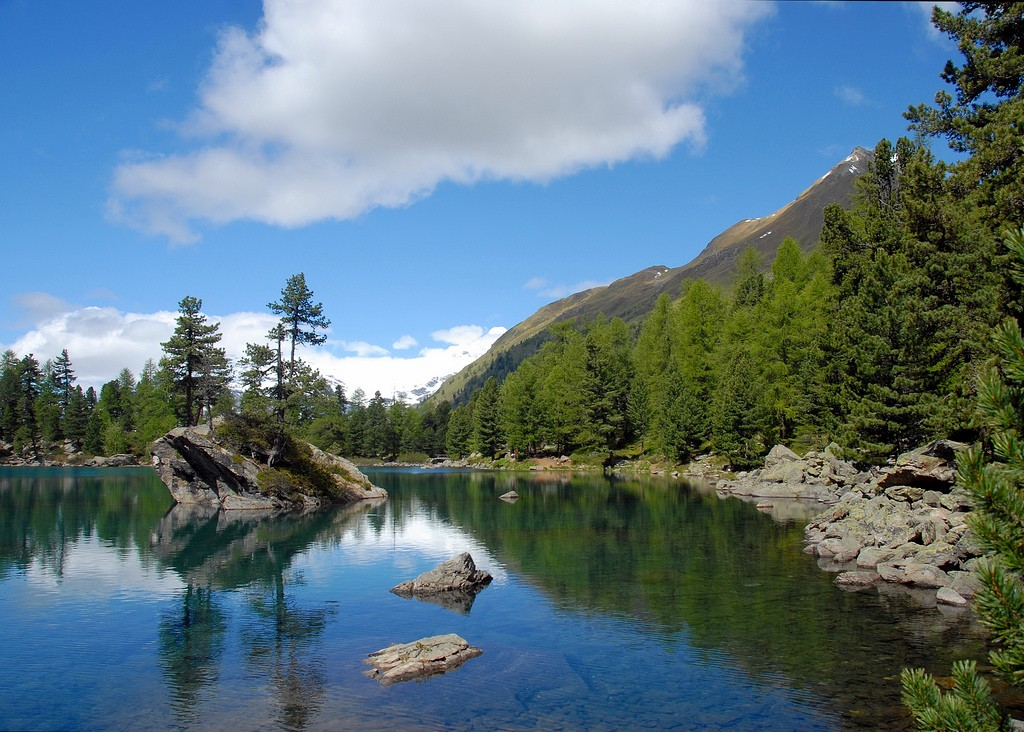

紹塞奧湖（Lago di Saoseo），是瑞士的湖泊，位於該國東南部，由格勞賓登州負責管轄，長0.6公里、寬0.6公里，該湖泊面積0.003平方公里，海拔高度2,028米，最大水深17米。